# 서상정
서상정(徐相鼎, 1813년 8월 23일 ~ 1876년 7월 13일)은 조선 후기의 문신이다. 의정부영의정 심재 서용보의 종손이고, 갑신정변의 주역인 개화파 서광범의 삼종조부, 서재필의 종증조부뻘 되는 친척이기도 하다. 본관은 대구. 자(字)는 이응(而凝)이고, 시호는 효정(孝靖)이다.
1848년(헌종 14년) 응제에 합격하여 바로 직부전시의 자격이 부여되고, 그 해의 증광문과에 급제하여 관직은 자헌대부 지경연춘추관사 겸 동지성균관사에 이르렀다. 지방관으로 전라도관찰사 재직 시 선정을 베풀어 두 번이나 연임되었다.

## 생애
1813년(순조 13)에 홍주목사(牧使)를 지내고 사후 증 이조판서에 추증된 서호순(徐灝淳)과 판서 이노익의 딸 덕수이씨의 아들로 태어났다. 영조의 정비 정성왕후 서씨의 친정아버지인 달성부원군 서종제의 후손으로, 의정부영의정을 지낸 서용보는 그의 종조부이다. 아버지 서호순은 본래 서응보의 아들이었으나 큰아버지인 증 이조참판 서구보(徐龜輔)의 양자가 되었다. 외할아버지 이노익은 판서였고, 외증조부 문익공 이병모는 의정부영의정을 지냈다. 또한 어머니 덕수이씨의 외할아버지인 정간공(貞簡公) 심풍오(沈豊五) 역시 판서를 지냈다.
1834년(순조 34년) 증광과 사마시에 진사 3등으로 합격하여 진사가 되고, 1848년(헌종 14년) 응제에 합격하여 바로 과거 응시 자격이 주어졌다. 그 해의 증광문과(增廣文科)에 을과(乙科)로 급제, 1852년(철종 3년) 홍문관응교 등을 삼사의 여러 벼슬을 거쳐 부사과 등을 역임하고 1859년(철종 10년) 성균관대사성에 임명되었다. 1862년 이조참의에 임명되었다가 1866년(고종 3년) 전라도관찰사로 부임하였다. 전라도관찰사 재직 중 그는 자신의 사재로 전라도내 낡은 병선을 수리하고, 굶주린 백성을 구휼하며, 세금을 경감하는 등 선정을 베풀어 유임되었다가, 다시 유임되어 임기가 2번이나 연장되었다. 1870년(고종 7) 이조참판으로 승진하고 여러 관직을 거쳐 그해 겨울 동지부사(冬至副使)로 청나라에 파견되었다. 1873년 형조 판서와 병조 판서를 역임하고 1874년(고종11) 한성부 판윤(漢城府判尹)이 되었다. 형조 판서(刑曹判書), 사헌부대사헌을 거쳐 다시 한성판윤을 중임하고 다시 공조 판서(工曹判書)를 지냈다. 최종 관직은 지경연춘추관사 겸 동지성균관사에 이르렀다.
1876년(고종13) 7월 13일에 사망하였으며, 음죽 현내면 추동(楸洞) 산 계좌에 안장되었다. 사후 갑신정변에 그의 가까운 친척인 서광범, 서재필 등이 가담했으므로, 그의 아들과 손자는 각각 항렬자를 바꾸어 병익(丙翼), 정직(廷稙)으로 이름자를 고쳤다.

## 가족 관계
- 친 조부 : 서응보(徐應甫)
- 양 조부 : 서구보
- 양 조모 : 경주김씨, 동지돈녕부사 김항주(金恒柱)의 딸, 조부는 증 참판 한익(漢翊)
- 아버지 : 서호순(1789년 8월 23일 ~ 1848년 7월 17일)
- 어머니 : 덕수이씨(1788년 ~ 1836년 8월 13일
  - 동생 : 서상필(徐相弼), 당숙 서희순(徐喜淳)의 양자로 출계
  - 누이 : 대구서씨
  - 매부 : 김상려(金商礪, 본관은 경주, 현감 역임, 목사 유희(有喜)의 아들), 김홍욱의 7대손
  - 누이 : 대구서씨
  - 매부 : 오홍선(吳弘善, 본관은 해주, 진사), 문원공 오희상(吳凞常)의 손자
  - 누이 : 조단호(趙端鎬, 본관은 임천, 부사), 현령 조기항(趙基恒)의 아들, 판서 조정만(趙正萬)의 4대손
- 부인 : 전주이씨(1809년 ~ 1868년 11월 3일)
  - 아들 : 서병익(徐丙翼, 1840년 8월 15일 ~ 1888년 9월 23일
  - 며느리 : 남양홍씨(1838년 ~ 1924년 1월 15일), 남릉군(南綾君) 정문공(貞文公) 홍종서(洪鍾序)의 딸
    - 손자 : 서정직(徐廷稷, 1869년 2월 22일 ~ 1958년 8월 14일)

  - 아들 : 서광협(徐光協), 친 삼촌이자 재종숙이 된 서상필의 양자가 됨
- 외할아버지 : 이노익(李魯益)
- 장인 : 이헌기(李憲琦), 판서
- 사돈 : 홍종서(洪鍾序), 며느리 남양홍씨의 친정아버지

## 기타
손자 서정직은조긍호(趙肯鎬)에게 출가한 딸만 하나 있었으므로, 친척인 서정학(徐廷學)의 아들 서홍석(徐洪錫)을 양자로 입양했다.

## 같이 보기
- 서용보
- 서재필
- 서광범
- 이노익
- 이병모